# Tityus pococki
Espèce
Synonymes
- Tityus kraepelini Pocock, 1902 nec Borelli, 1899
- Tityus kraepelinianus Mello-Leitão, 1931
- Tityus flavostictus Schenkel, 1932

Tityus pococki est une espèce de scorpions de la famille des Buthidae.

## Distribution
Cette espèce est endémique de l'État de Mérida au Venezuela. Elle se rencontre vers Libertador et Campo Elías.

## Description
Le mâle syntype mesure 62 mm et la femelle syntype 62 mm.

## Systématique et taxinomie
Cette espèce a été décrite sous le nom Tityus kraepelini par Pocock en 1902. Ce nom étant préoccupé par Tityus kraepelini Borelli, 1899, elle est renommée Tityus pococki par Hirst en 1907 puis de manière superflue Tityus kraepelinianus par Mello-Leitão en 1931.
Tityus flavostictus a été placée en synonymie par Lourenço en 1987.

## Étymologie
Cette espèce est nommée en l'honneur de Reginald Innes Pocock.

## Publications originales
- Hirst, 1907 : « Notes on scorpions, with descriptions of two new species. » Annals and Magazine of Natural History, sér. 7, vol. 19, p. 208-211 (texte intégral).
- Pocock, 1902 : « A contribution to the systematics of Scorpions. » Annals and Magazine of Natural History, sér. 7, vol. 10, p. 364-381 (texte intégral).